# Ptychochromis onilahy
Ptychochromis sp. nov. 'Kotro' là một loài cá đã tuyệt chủng thuộc họ Cichlidae. Nó là loài đặc hữu của Madagascar. Môi trường sống tự nhiên của chúng là sông. Nó đã tuyệt chủng do mất môi trường sống.